# Konak (Thessaloniki)

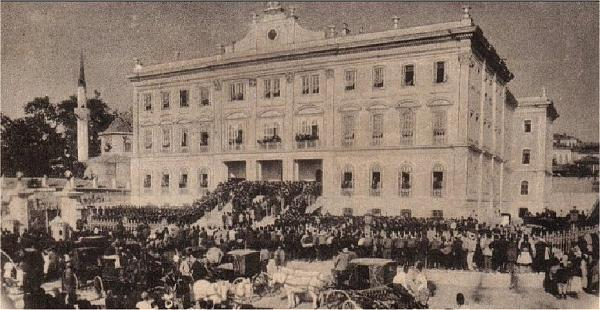
Das Konak 1892 und die Eröffnungsfeier. Links im Bild die heute nicht mehr vorhandene Saatli-Moschee

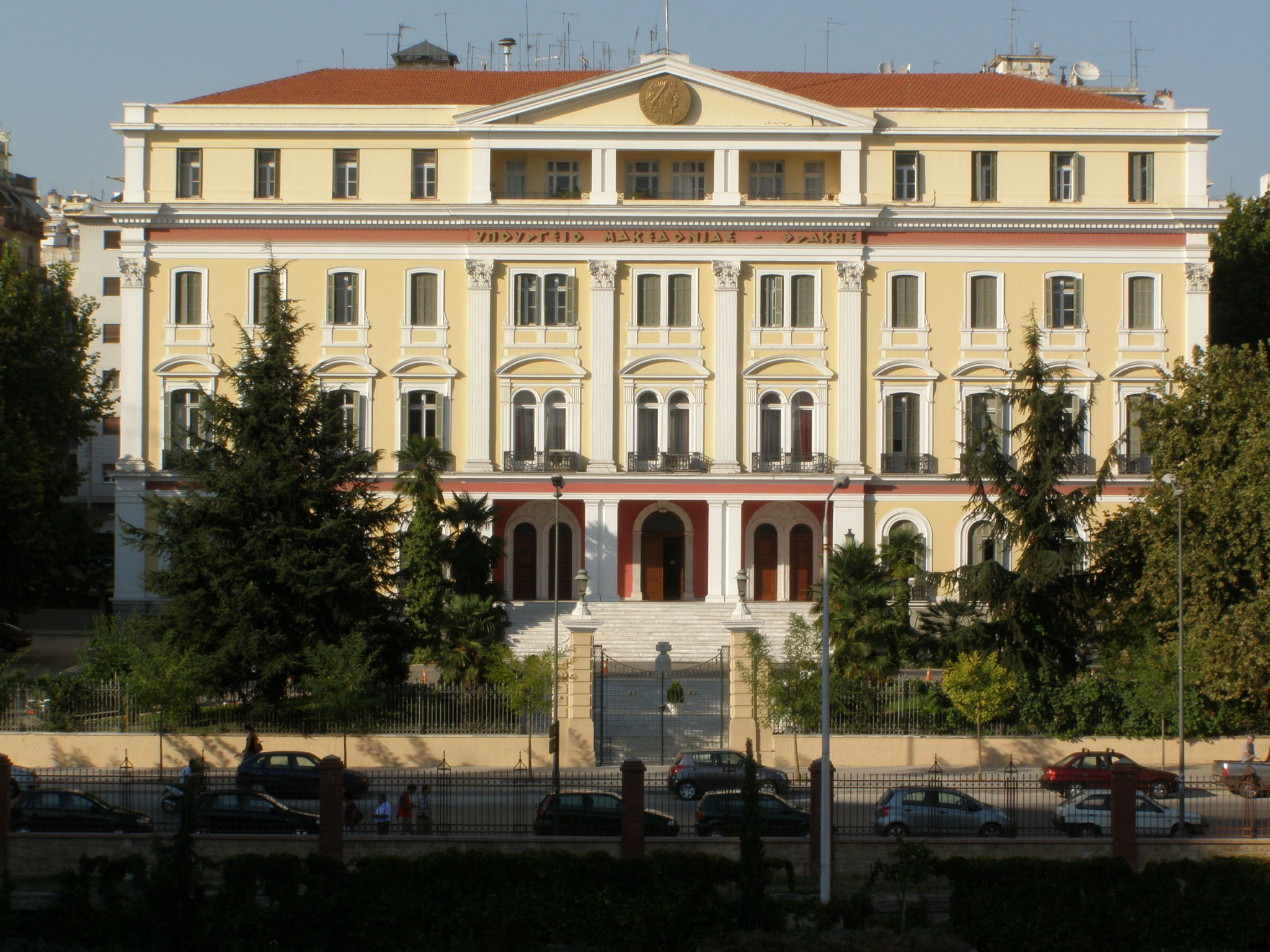
Das ehemalige Konak als Ministerium (bis 2010)

Das Konak (griechisch Κονάκι Konaki oder Διοικητήριο Θεσσαλονίκης Diikitirio Thessalonikis) ist ein Verwaltungsgebäude in Thessaloniki.

## Geschichte
An der Stelle des Gebäudes befand sich ein spätrömischer Kaiserpalast. Dieser war noch als Ruine vorhanden, als an dessen Stelle das Gebäude errichtet wurde. Es wurde im Auftrag von Sultan Abdülhamid II. durch den italienischen Architekten Vitaliano Poselli in den Jahren 1891 und 1892 als neues Konak (Stadtpalais) erbaut und 1892 eingeweiht. Die Architektur des Gebäudes folgt dem Eklektizismus.
Bei einer Aufstockung wurde der verspielte eklektizistische Dachabschluss, durch einen neoklassizistischen mit Walmdach ersetzt, dabei wirkt das Gebäude strenger.

## Nutzung
Das Gebäude wurde als Konak geplant und genutzt. Es beherbergte ab 1907 auch eine osmanische Rechtsschule. 1911 diente das Konak als Herberge für den osmanischen Sultan Mehmed V. Nachdem die osmanische Armee in den Balkankriegen unterlegen war, wurde die Kapitulation im Konak unterzeichnet.
Das Konak ging in das Eigentum des griechischen Staates über, dieser nutzte es zwischen den Jahren 1912 und 1929 als Generaladministration für Makedonien, später bis zu dessen Abschaffung als Amtssitz des griechischen Ministeriums für Makedonien und Thrakien.
Seit der Verwaltungsreform 2010 residiert im Gebäude der Generalsekretär der dezentralen Behörde für Makedonien und Thrakien.